# Lac Marcotte
Pour les articles homonymes, voir Marcotte.
Le lac Marcotte est un plan d'eau douce situé dans la municipalité de paroisse de Saint-Alexis-des-Monts, dans Maskinongé, dans la région administrative de la Mauricie, au Québec, au Canada.

## Toponymie
Le toponyme "lac Marcotte" a été officialisé le 5 décembre 1968 à la Banque des noms de lieux de la Commission de toponymie du Québec.

## Géographie
Le lac Marcotte est situé dans la réserve faunique Mastigouche.

## Tourisme
La réserve faunique Mastigouche loue 5 chalets au lac Marcotte. Il est aussi possible d'y pratiquer la pêche sportive (le lac doit être réservé par tirage au sort la veille).